# 王水堂薬品
王水堂薬品株式会社（おうすいどうやくひん）は、かつて存在した医薬品・一般用医薬品の卸を中心とする日本の企業である。現在はメディセオ・パルタックホールディングスグループの一社であるエバルスである。医薬品の卸売手。地盤の島根・鳥取では首位。

## 概要
1904年（明治37年）5月に初代・長谷川長之助が「長谷川王水堂薬局」として松江市殿町で創業。社名となっている「王水」は、塩酸（三容）と硝酸（一容）の混合液で、酸単独では絶対溶けないとされている金・白金を溶かす力を持っている。しかし、長く保存すると組織変化をおこす性質がある。つまり、会社を構成している各個人が、その能力育成に努め、これを秩序ある組織の中で発揮し合うと極めて強い力となる。また、その力は社会にとって貴重で有用な存在にならねばならない。しかし、その力も放っておくと弱体化してしまう。常にマンネリ化を排し、時代の変化、要請にこたえる発展（創造）を追求していくことを願ってつけられたものである。
1948年（昭和23年）1月、2代目社長・長谷川敬三が｢王水堂薬品株式会社」を設立。1954年（昭和29年）、殿町に鉄筋コンクリートの本社ビルを建設。当時としては「日本銀行」「山陰合同銀行」に並ぶ建物であった。1962年（昭和37年）、業務拡張として全国的にゴルフブームとなった時期に山陰で初めて本格的なゴルフ場・松江カントリー倶楽部を建設する。
王水堂が販売テリトリーを拡大したのは、1955年（昭和30年）の米子出張所（米子支店）開設に始まる。1964年（昭和39年）には浜田出張所（浜田営業所）、1966年（昭和41年）に鳥取出張所（鳥取営業所）、1967年（昭和42年）に出雲出張所（出雲営業所）、1968年（昭和43年）に倉吉出張所（倉吉営業所）、1976年（昭和51年）に益田連絡所（益田営業所）をそれぞれ開設し、山陰両県全域に営業圏を拡大した。さらに1970年（昭和45年）に広島出張所（広島営業所）、1981年（昭和56年）に萩営業所、1983年（昭和58年）に山口出張所、1989年（平成元年）に津山営業所を開設し、中国5県全てに進出した。
1969年（昭和44年）に3代目の社長に就任した長谷川浩は、なによりも地域貢献として島根県血液センターから委託され、1976年（昭和51年）4月から血液輸送を開始した。松江・出雲・浜田・益田の4営業所に輸送車を1台ずつ配備し、24時間体制で業務にあたった。輸血輸送はストレートに人命にかかわるだけに社員は神経をつかった。「すべての人の願いである尊い生命を守る」が同社の使命としていた。
1979年（昭和54年）からはコンピュータによるオンラインシステムを導入。全ての支店・営業所・出張所を端末機を設置し、商品管理、納入、仕入れなど一括して松江市の本社で把握していた。

## 会社概要
- 本社 島根県松江市東津田392-7
- 資本金　4,500万円

## 大株主
- 長谷川マツエ158,100株
- 武田薬品120,000株
- エーザイ96,000株
- 藤沢薬品81,000株
- 第一製薬36,000株

## 沿革
- 1904年（明治37年）5月1日 - 長谷川長之助が「長谷川王水堂薬局」を創業
- 1945年（昭和20年）9月 - 長谷川王水堂薬局株式会社を設立
- 1948年（昭和23年）1月 - 二代目社長・谷川敬三が王水堂薬品株式会社を設立（島根県松江市殿町54）
- 1955年（昭和30年）- 鳥取県米子市に米子出張所を開設
- 1964年（昭和39年）- 島根県浜田市黒川町に浜田出張所を開設
- 1966年（昭和41年）- 鳥取県鳥取市卯垣字栗坪に鳥取出張所を開設
- 1967年（昭和42年）- 島根県出雲市今市町北本町に出雲出張所を開設
- 1968年（昭和43年）- 鳥取県倉吉市の小林薬局卸部門の営業権を譲受し、同市八尾字大通に倉吉出張所を開設
- 1969年（昭和44年）- 三代目社長に長谷川博が就任
- 1970年（昭和45年）- 広島県広島市光南に広島出張所を開設
- 1972年（昭和47年）- 米子出張所を新築移転
- 1974年（昭和49年）- 山口県山口市糸米に山口連絡所を開設。広島県呉市に呉連絡所を開設
- 1975年（昭和50年）- コンピュータ導入。鳥取県米子市・増谷薬品卸部門の鳥取全域の営業権を譲受
- 1976年（昭和51年）
  - 4月 - 島根県赤十字血液センターから血液供給業務の全面委託を受け、島根県の血液供給配送業務を開始（1999年（平成11年）3月末まで供給・エバルス島根営業管区内）。
  - 呉連絡所を閉鎖
  - 島根県益田市に益田連絡所を開設
- 1977年（昭和52年）- 出雲出張所を新築移転。浜田出張所を増改築
- 1978年（昭和53年）- 益田連絡所を新築移転
- 1979年（昭和54年）- コンピュータオンラインシステム開始
- 1981年（昭和56年）- 山口県萩市に萩営業所を開設、米子は支社へ、山口連絡所は出張所へ、それ以外は全て営業所に変更
- 1985年（昭和60年）11月 - 松江本社を松江市東津田へ新築移転
- 1986年（昭和61年）- 島根県益田市・不二薬品卸部門の浜田・益田・萩地区の営業権を譲受
- 1989年（平成元年）- 岡山県津山市に津山営業所を設立
- 1991年（平成3年）広島市に本社を置くケンコー産業と合併し、オーク薬品株式会社に社名変更。合併によりケンコー産業江津出張所・王水堂山口出張所・王水堂広島営業所閉鎖

## 関連企業
- 王水堂薬局
- 株式会社ナガトミ（長富製薬株式会社）
- 王水ビル株式会社
- 株式会社松江カントリー倶楽部

## 役員
- 代表取締役会長 - 長谷川博
- 代表取締役社長 - 長谷川浩
- 代表取締役副社長 - 増谷芳郎（旧・増谷薬品社長）
- 代表取締役副社長 - 椋圭三（旧・不二薬品社長）
- 取締役営業本部長 - 長谷川秀雄
- 取締役・倉吉営業所所長 - 小林良冶（小林薬局社長）

## 売上高（百万円）
- 1987年　21,827
- 1988年　23,662
- 1989年　 24,873

## 営業所
- 広島県：広島市・呉市
- 山口県：山口市・萩市
- 島根県：松江市・出雲市・浜田市・益田市
- 鳥取県：鳥取市・米子市・倉吉市
- 岡山県：津山市

## オーク薬品・王水堂事業部
- 王水堂支社・島根県松江市東津田町392
- 松江営業所・島根県松江市東津田町392
- 出雲営業所・島根県出雲市大津町802
- 浜田営業所・島根県浜田市笠柄町12
- 益田営業所・島根県益田市下本郷町277
- 米子営業所・鳥取県米子市東福原531
- 倉吉営業所・鳥取県倉吉市八屋字大通158
- 鳥取営業所・鳥取県鳥取市布勢103-2
- 津山営業所・岡山県津山市院庄字シッ高884-1

## 主な取引メーカー
- 武田薬品工業
- 藤沢薬品工業（現・アステラス製薬）
- エーザイ
- 第一製薬（現・第一三共）
- 山之内製薬（現・アステラス製薬） 等

## 備考
- 長富製薬株式会社（島根県松江市殿町54に設立された医薬品・農業用薬品製造工場）が関連企業としてあった。現在は存在しない。